# Млечник нейтральный
Мле́чник нейтра́льный (лат. Lactárius quiétus) — гриб рода млечник (лат. Lactarius) семейства сыроежковые (лат. Russulaceae). Условно-съедобен.

## Описание
- Шляпка ∅ 4—8 см, сначала плоско-выпуклая, с возрастом становится всё более вогнутой, с неровной поверхностью. Кожица сухая, коричневатого цвета, с более тёмными концентрическими, иногда нечёткими зонами.
- Пластинки частые, узкие, тонкие, немного нисходящие по ножке.
- Споровый порошок от кремового до розового цвета, споры 8,5×7,5 мкм, почти округлые, складчатые, амилоидные.
- Ножка 3—6 см в высоту, ∅ 0,5—1 см, цилиндрическая, сплошная, затем полая, плотная, ломкая, одного цвета со шляпкой, в основании темнее.
- Мякоть плотная, ломкая, беловатого цвета, затем коричневатая, с весьма своеобразным сенным запахом и слабым вкусом.
- Млечный сок необильный, неедкий, водянисто-белый, не изменяющий цвета на воздухе.

### Изменчивость
Цвет шляпки варьирует от кирпично-охристого до светло-коричневатого цвета. Пластинки с возрастом приобретают коричневый оттенок и покрываются пятнами цвета ржавчины.

## Экологияи распространение
Образует микоризу исключительно с дубом. Встречается часто и обильно, предпочитая широколиственные и смешанные леса с дубом, вокруг старых деревьев, в траве и на подстилке, чаще группами.
Сезон: с начала июля до конца сентября (массово в последней декаде июля и с середины августа до середины сентября).

## Сходные виды
- Серушка (Lactarius flexuosus) отличается охристыми пластинками и серо-розовой, либо серой шляпкой.
- Млечник водянисто-млечный (Lactarius serifluus) имеет похожий, но более сильный запах и более тёмную шляпку.

## Синонимы

### Латинские синонимы
- Agaricus quietus Fr. 1821
- Galorrheus quietus (Fr.) P. Kumm. 1871
- Lactifluus quietus (Fr.) Kuntze 1891

### Русские синонимы
- Груздь дубовый
- Млечник дубовый
- Млечник спокойный
- Поддубник
- Подорешник

## Пищевые качества
Условно съедобный гриб, не пользующийся особым спросом у населения, хотя встречается довольно часто.